# Konflikt izraelsko-irański
Ten artykuł dotyczy trwającego wydarzenia. Informacje w nim zamieszczone mogą się zmienić lub zdezaktualizować wraz z postępem zdarzenia, a początkowe doniesienia mogą być niepewne. Ostatnie zmiany tego artykułu mogą nie odzwierciedlać najbardziej aktualnych informacji.
Konflikt izraelsko-irański, znany również jako izraelsko-irańska wojna zastępcza (ang. proxy war) lub izraelsko-irańska zimna wojna – stan napięcia, rywalizacji ideologicznej oraz konfliktów zbrojnych pomiędzy Izraelem i Iranem oraz ich sojusznikami na Bliskim Wschodzie trwający od 1985 roku.
Dawniej, kierując się „doktryną peryferii” Cesarstwo Iranu i Izrael utrzymywały bliskie stosunki, postrzegając kraje arabskie jako wspólne zagrożenie. Po rewolucji islamskiej (1979) Iran oficjalnie zerwał wzajemne stosunki, mimo to Izrael potajemnie wspierał swojego dawnego sojusznika w jego konflikcie z Irakiem. 
Otwarty rozłam pojawił się w 1985 roku i był on wywołany szkoleniem i dozbrajaniem szyickiego Hezbollahu przez Iran (działający jako protektor szyizmu na świecie) podczas inwazji Izraela na Liban, a następnie wspieraniem innych milicji szyickich przez cały okres izraelskiej okupacji południowego Libanu aż do 2000 roku. 
Rewolucja islamska w 1979 roku pozwoliła również irańskim islamistom na oficjalne nawiązanie stosunków z już wcześniej wspieraną przez nich Organizacją Wyzwolenia Palestyny, a później z Palestyńskim Islamskim Dżihadem i Hamasem.
Ideologicznie Iran otwarcie dąży do zniszczenia Izraela oraz zastąpienia go jednopaństwowym rozwiązaniem palestyńskim (choć Iran dawniej popierał również rozwiązanie dwupaństwowe), przez co Izrael postrzega Iran jako zagrożenie egzystencjalne, któremu nie może pozwolić na zdobycie broni jądrowej. 
W tym celu Izrael wspiera irańskich rebeliantów, takich jak Ludowi Mudżahedini Iranu, przeprowadza ataki powietrzne na sojuszników Iranu w Syrii i likwiduje irańskich naukowców zajmujących się energią jądrową. 
W 2025 roku konflikt przerodził się w regularną wojnę izraelsko-irańską.

## Wydarzenia będące elementem konfliktu
- I wojna libańska
- II wojna libańska
- ataki Ludowych Mudżahedinów
- wojna w Strefie Gazy
- kryzys na Morzu Czerwonym
- III wojna libańska
- Operacja Dotrzymana Obietnica
- Operacja Dotrzymana Obietnica 2
- Operacja Dni Pokuty (2024)
- Operacja Powstający Lew
- Operacja Dotrzymana Obietnica 3